# Bretka
Bretka és un poble i municipi d'Eslovàquia. Es troba a la regió de Košice, a l'est del país.

## Història
La primera referència escrita de la vila data del 1286.

## Demografia
| Godina             | 1994 | 2004   | 2014    | 2024   |
| ------------------ | ---- | ------ | ------- | ------ |
| Nombre de persones | 362  | 350    | 400     | 397    |
| Diferència         |      | −3,31% | +14,28% | −0,75% |

| Godina             | 2023 | 2024   |
| ------------------ | ---- | ------ |
| Nombre de persones | 400  | 397    |
| Diferència         |      | −0,75% |